# Серда, Ильдефонс
Ильдефонс Серда и Суньер (кат. iɫdəˈfons sərˈða; 23 декабря 1815, Сентелес — 21 августа 1876, Лос-Корралес-де-Буэльна) — прогрессивный каталонский испанский градостроитель, который проектировал «расширение» Барселоны.

## Биография
Серда родился в Сентелесе, Каталония, в 1815 году. Первоначально он учился на инженера-строителя в Школе инженеров, в Мадриде. Он присоединился к Инженерному корпусу и жил в разных городах Испании, прежде чем остановиться в Барселоне. В 1848 году женился на Клотильде Бош. После смерти его братьев Серда унаследовал семейное положение и оставил гражданскую службу. Он стал интересоваться политикой и изучением городского планирования.
Когда правительство разрешило убрать городские стены Барселоны, он понял необходимость планирования расширения города, чтоб новое расширение стало эффективным и пригодным для жизни местом, в отличие от перегруженного, склонного к эпидемиям старого города в стенах. Он не смог найти подходящие справочные издания и взял на себя задачу написания проектирования с нуля, что он назвал «Eixample», заимствуя несколько технологических идей от своих современников, чтобы создать уникальный проект.
Он продолжал создавать проекты и улучшать существующие конструкции на протяжении всей своей жизни, а также для разработки своих теорий, принимая большие области планирования (на региональном уровне планирования), до самого конца. В процессе он потерял все наследие своей семьи, и умер в 1876 году в больших долгах почти нищим. Его шедевр не был оплачен.
Похоронен на Монжуикском кладбище (кат. Cementiri de Montjuïc) в Барселоне.

## Достижения
Серда был многогранным человеком, который, в погоне за своим видением, бросил постоянную работу на службе гражданского строительства, баллотировался и стал членом Кортеса (парламента); составил полезное новаторское законодательство, составил невероятно подробную топографическую съемку карту окрестностей Барселоны и написал теоретический трактат для поддержки каждого из своих крупных проектов планирования. Он на самом деле придумал ряд важных слов на испанском языке, в том числе "Urbanización".

## Главные труды
- Teoría de la Construcción de Ciudades ("Theory of City Construction", 1859), напісана, каб падтрымаць яго папярэдні праект 1855 года па пашырэнні Барселоне.
- Teoría de la Viabilidad Urbana y Reforma de la de Madrid ("Theory of Urban Roadspace and Reform of That of Madrid", 1861), каб падтрымаць праекты рэформаў горада у сталіцу Іспаніі.
- Teoría del Enlace del Movimiento de las Vías Marítimas y Terrestres ("Theory of the Linkage of movement on Landways and Seaways", 1863), суправаджэнне папярэдняга праекта для сістэмы ў порце Барселоны, вялікая частка зместу да гэтага часу не знойдзена.
- Teoría General de la Urbanización ("General Theory of Urbanization", 1867), напісана, каб падтрымаць яго праект 1859 года па пашырэнні Барселоне.
- Teoría General de la Rurización ("General Theory of Ruralization")